# Csók híd (Békés)
A Csók híd Békés városában található, a Csók zuggal szemben.

## Története
Az 1920-as évek elején mikor Békésen kialakították a Marshall sétányt az Élővíz-csatorna mellett akkor épült a híd elődje kb. a sétány közepére. A híd teljesen fából készült és kizárólag gyaloghídként funkcionált. Kedvelt találkozó és randevúhellyé vált a híd és környéke, ehhez hozzájárult a sétány csendessége a szép táj is. Később nevezték el a sétányt a Petőfi utcával összekötő kis utcát Csók zugnak. 
A régi faszerkezetű híd helyére 1960-ban épült fel a jelenlegi teljesen vasbeton szerkezetű gyalogos forgalomra alkalmas híd. A mederben külön nem igényel alátámasztást a régi fahíddal ellentétben. Ezáltal lehetővé vált a csatorna gépi kotrása.
2007-ben a régi Csók hídhoz hasonló faszerkezetű híd épült meg a Piac térnél. Az új Csók híd szerkezete és kinézete szinte teljesen megegyezik a régi híd szerkezetével, csak minimális modernizálásra volt szükség. Az új híd vasbeton alapozást kapott és enyhén ívelt lett és a modernebb szerkezetnek köszönhetően a mederben nem igényel alátámasztást. Az hidat 2007. május 15-én adták át a forgalomnak.